# Karl Begas
Karl Begas, anche Carl Joseph Begas (Heinsberg, 30 settembre 1794 – Berlino, 24 novembre 1854), è stato un pittore tedesco.
Fu uno degli allievi di Antoine-Jean Gros a Parigi; stabilitosi poi a Roma, subì le influenze di Friedrich Overbeck ed è annoverato tra gli artisti Nazareni.

## Biografia
Suo padre, un giudice in pensione, lo aveva destinato alla professione legale, ma i gusti del ragazzo puntavano decisamente in un'altra direzione. Anche a scuola era stato notato per la sua abilità nel disegno e nella pittura, e nel 1812 gli fu permesso di visitare Parigi per perfezionare la sua arte.
Studiò per diciotto mesi presso l'atelier di Antoine-Jean Gros, poi cominciò a lavorare in modo indipendente. Nel 1814 la sua copia della Madonna della Sedia fu acquistata dal re di Prussia, che era attratto dalle opere del giovane artista e lo aiutò molto. Fu inoltre ingaggiato per dipingere alcuni grandi quadri biblici, quadri di soggetto sacro e ritratti e nel 1825, dopo il suo ritorno da Italia, continuò a produrre dipinti che furono poi collocati nelle chiese di Berlino e Potsdam. La maggioranza parte dei dipinti erano rappresentazioni di soggetti delle sacre scritture. Begas è stato anche celebrato come un ritrattista, e contribuì alla collezione della galleria reale con una lunga serie di ritratti di eminenti uomini di lettere prussiani. Prima di morire, ricopriva la carica di pittore di corte a Berlino.

## Figli
- Oskar (Berlino, 1828-1883), fu pittore e professore di pittura a Berlino.
- Karl (Berlino, 1845 - Kòthen, 1916), fu scultore. Firmava i suoi lavori talvolta con il nome "Carl".
- Reinhold, anch'egli scultore, fu l'artista più prominente tra i figli. Visse per un lungo periodo a Roma interessandosi di scultura tardorinascimentale e barocca. A Berlino promosse il movimento neobarocco. Una delle sue sculture più note è la Fontana di Nettuno, a Berlino, dedicata a Guglielmo I.
- Adalbert Franz Eugen Begas (1836 - 1888), pittore.